# Шелестун Костянтин Леонідович
Костянтин Леонідович Шелестун (рос. Константин Леонидович Шелестун; нар. 23 лютого 1975, Павлодар, Павлодарська область, Казахська РСР, СРСР) — російський актор українського походження.

## Життєпис
Костянтин Шелестун народився 23 лютого 1975 року в місті Павлодар, Казахстан.
Навчався у Санкт-Петербурзькій академії театрального мистецтва на курсі Ю. М. Красовського. 
У 2002 році, після закінчення інституту, почав працювати актором Драматичного театру Лева Еренбурга.

## Фільмографія
| Рік  |   | Українська назва                  | Оригінальна назва                | Роль                               |
| ---- | - | --------------------------------- | -------------------------------- | ---------------------------------- |
| 2018 | ф | Історія одного призначення        |                                  | слідчий                            |
| 2018 | ф | Північне сяйво                    | Северное сияние                  | Арво                               |
| 2017 | с | Троцький                          | Троцкий                          | Пантелєєв                          |
| 2017 | ф | Карп відморожений                 | Карп отмороженный                | ветеринар                          |
| 2017 | с | Міст                              | Мост/Sild                        | Ґеорґ Салуметс, поліціянт          |
| 2017 | с | Стратити не можна помилувати      | Казнить нельзя помиловать        | Ухватов                            |
| 2015 | с | Високі ставки                     | Высокие ставки                   | Павло Земцов «Зевс», кілер         |
| 2015 | ф | Територія                         | Территория                       | Куценко                            |
| 2015 | ф | Під електричними хмарами          | Под электрическими облаками      | епізодична роль                    |
| 2014 | с | Ультиматум                        | Ультиматум                       | «Сирий»                            |
| 2014 | с | Наставник                         | Наставник                        | Михайло Синицький, капітан поліції |
| 2014 | с | Мисливці за головами              | Охотники за головами             | Іван Кормухін, головна роль        |
| 2012 | ф | Життя і доля                      | Жизнь и судьба                   | Василь Клімов, розвідник           |
| 2012 | с | Час Синдбада                      | Время Синдбада                   | Уго                                |
| 2012 | ф | Кококо                            | Кококо                           | Кирило                             |
| 2012 | с | Моїми очима                       | Моими глазами                    | Ткачеук, головна роль              |
| 2011 | ф | Жила-була одна баба               | Жила-была одна баба              | епізодична роль                    |
| 2011 | ф | Два дні                           | Два дня                          | Аркадій, реставратор               |
| 2010 | с | Ливарний-4                        | Литейный-4                       | Гордій                             |
| 2010 | ф | Щастя моє                         | Счастье моё                      | вчитель                            |
| 2010 | с | Золотий капкан                    | Золотой капкан                   | Чигра                              |
| 2010 | ф | Підсадний                         | Подсадной                        | Антон                              |
| 2009 | с | Шлюбний контракт                  | Брачный контракт                 | епізодична роль                    |
| 2009 | с | Версія                            | Версия                           | Жигалов                            |
| 2008 | ф | Паперовий солдат                  | Бумажный солдат                  | Сашко                              |
| 2008 | с | Ливарний-2                        | Литейный-2                       | Кабанов                            |
| 2007 | с | Ливарний-1                        | Литейный-1                       | Леонід Красильников                |
| 2007 | с | Закон мишоловки                   | Закон мышеловки                  | епізодична роль                    |
| 2006 | ф | Поцілунок метелика                | Поцелуй бабочки                  | Бобка                              |
| 2006 | с | Синдикат                          | Синдикат                         | епізодична роль                    |
| 2006 | ф | Зв'язок                           | Связь                            | епізодична роль                    |
| 2006 | с | Колекція                          | Коллекция                        | бандит                             |
| 2006 | ф | Меченосець                        | Меченосец                        | епізодична роль                    |
| 2006 | с | Ментовські війни-3                | Ментовские войны-3               | Іван                               |
| 2005 | ф | Космос як передчуття              | Космос как предчувствие          | епізодична роль                    |
| 2005 | с | Лабіринти розуму                  | Лабиринты разума                 | Гріша                              |
| 2005 | с | Королівство кривих...             | Королевство кривых...            | бандит                             |
| 2005 | ф | Космос як передчуття              | Космос как предчувствие          | епізодична роль                    |
| 2004 | с | Опера-1. Хроніки вбивчого відділу | Опера-1. Хроники убойного отдела | Бяка/Вітя                          |
| 2004 | с | Конвой PQ-17                      | Конвой PQ-17                     | епізодична роль                    |
| 2004 | с | Легенда про Тампуке               | Легенда о Тампуке                | епізодична роль                    |
| 2003 | с | Три кольори кохання               | Три цвета любви                  | епізодична роль                    |
| 2003 | с | Бандитський Петербург-4           | Бандитский Петербург-4           | епізодична роль                    |
| 2003 | с | Не сваріться, дівчатка!           | Не ссорьтесь, девочки!           | Григорій Дубнін                    |
| 2003 | с | Вулиці розбитих ліхтарів-5        | Улицы разбитых фонарей-5         | Олег Жарких                        |
| 2003 | с | Ідіот                             | Идиот                            | епізодична роль                    |
| 2002 | с | Убивча сила-4                     | Убойная сила-4                   | епізодична роль                    |
| 2002 | с | Вулиці розбитих ліхтарів-4        | Улицы разбитых фонарей-4         | «Фрідріх», скінгед                 |
| 2002 | с | Таємниці слідства-2               | Тайны следствия-2                | Микола Колобков                    |
| 2002 | с | Спецназ                           | Спецназ                          | солдат                             |
| 2001 | с | Убивча сила-3                     | Убойная сила-3                   | епізодична роль                    |
| 2001 | с | Агентство НЛС                     | Агентство НЛС                    | хуліган                            |